# Diecezja Zé-Doca
Diecezja Zé-Doca – diecezja rzymskokatolicka w Brazylii, powstała w 1961 jako prałatura terytorialna Cândido Mendes. Diecezja od 1983, pod obecną nazwą od 1991. Obecnym biskupem diecezjalnym jest polski misjonarz Jan Kot.

## Biskupi diecezjalni
- Biskupi  Zé Doca 
  - Bp Jan Kot (od 2014)
  - Bp Carlo Ellena (2004-2014)
  - Bp Walmir Alberto Valle, I.M.C. (1985 – 2002)
- Biskupi Cândido Mendes 
  - Bp Guido Maria Casullo (1983- 1985)
- Prałaci Cândido Mendes 
  - Bp Guido Maria Casullo (1965 – 1983)